# Anopheles algeriensis
Anopheles algeriensis este o specie de țânțari din genul Anopheles, descrisă de Theobald în anul 1903. Conform Catalogue of Life specia Anopheles algeriensis nu are subspecii cunoscute.